# Andriy Mykhaleyko
Andriy Mykhaleyko (ukrainisch Андрій Михалейко ‚Andrij Mychalejko‘; * 9. Juni 1976 in Lwiw, Ukrainische SSR) ist ein Privatdozent an der Katholischen Universität Eichstätt-Ingolstadt, Priester der Ukrainischen Griechisch-katholischen Kirche in Deutschland und ostkirchlicher Theologe in den Bereichen der allgemeinen Kirchengeschichte und Geschichte der Ukrainischen Griechisch-Katholischen Kirche. Er ist außerordentlicher Repetitor des Collegium Orientale in Eichstätt.

## Leben
Andriy Mykhaleyko wurde am 9. Juni 1976 in Lwiw in der Ukraine geboren. Nach seinem theologischen Studium von 1994 bis 1998 an der Theologischen Akademie in Lwiw (heute: Ukrainische Katholische Universität) macht er sein Diplom in katholischer Theologie in den Jahren 1994–2002 als einer der ersten Alumnen des Collegium Orientale in Eichstätt an der Katholischen Universität Eichstätt-Ingolstadt. Anschließend promoviert er 2007 an der KU Eichstätt-Ingolstadt im Fach Kirchengeschichte.
Nach seiner Promotion, am 19. August 2007, wurde er von Erzbischof Ihor Wosnjak von Lwiw zum Priester der Ukrainischen Griechisch-Katholischen Kirche geweiht. In den Jahren 2006 bis 2012 arbeitete er als Dozent für Kirchengeschichte an der Ukrainischen Katholischen Universität und leitete von 2008 bis 2012 als Direktor das dortige Institut für Kirchengeschichte.
Seit 2012 arbeitet er im Collegium Orientale in Eichstätt und habilitierte sich im Dezember 2018 mit einer Qualifikationsarbeit zum Thema: Metropolit Andrey Graf Sheptytskyj und das NS-Regime (1941 – 1944). Zwischen christlichem Ideal und politischer Realität. Er ist Mitherausgeber der Reihe Eastern Church Identities, die im Brill-Schöningh Verlag herausgegeben wird. Mykhaleyko soll zu den besten Kennern der Geschichte der Ukrainischen Griechisch-Katholischen Kirche in der Zeit der Kollaboration mit den deutschen Besatzern in Galizien im Zweiten Weltkrieg gehören. So konnte er das historische Bild der Bischöfe Jossyf Slipyj und Andrej Scheptyzkyj präziser fassen und die Haltung des griechisch-katholischen Metropoliten Andrej Scheptyzkyj von Lwiw zum Nationalsozialismus herausarbeiten.
Er ist seit 2019 Privatdozent an der Katholischen Universität Eichstätt-Ingolstadt.

## Mitgliedschaften
- Seit 2001: Mitglied in der Gesellschaft zum Studium des Christlichen Ostens
- Seit 2006: Mitglied der ukrainischen KAAD-Kommission
- Seit 2007: Vorsitzender der Kommission für Sammlung und Bearbeitung der Dokumente zum Leben und Wirken des Großerzbischofs Jossyf Kardinal Slipyj (1892–1984)
- Seit 2012: Mitglied im Aufsichtsrat des Instituts für Kirchengeschichte der Ukrainischen Katholischen Universität
- Seit 2012: Mitglied in der Redaktion der wissenschaftlichen Zeitschrift des Instituts für Kirchengeschichte der Ukrainischen Katholischen Universität Kovcheh
- Seit 2013: Vorsitzender des Komitees zur Erforschung der Biographie des Metropoliten Andrej Graf Scheptyzkyj, Oberhaupt der Ukrainischen Griechisch-Katholischen Kirche (1900–1944)
- Seit 2015: Zweiter Vorsitzender der ostkirchlichen Aktionsgemeinschaft Kyrill und Methodios e.V.

## Publikationen
- Per aspera ad astra. Der Einheitsgedanke im theologischen und pastoralen Werk von Josyf Slipyj (1892 – 1984). Eine historische Untersuchung (= Das Östliche Christentum. Bd. 57), Würzburg 2009, ISBN  978-3-429-04178-6 (Dissertation, KU Eichstätt-Ingolstadt).
- Metropolit Andrey Graf Sheptytskyj und das NS-Regime (1941 – 1944). Zwischen christlichem Ideal und politischer Realität (Eastern Church Identities. Bd. 1), Paderborn : Brill-Schöningh 2019, ISBN  978-3-506-70433-7 (Habilitation, KU Eichstätt-Ingolstadt).
- Die katholischen Ostkirchen (= Bensheimer Hefte 113. Die Kirchen der Gegenwart. H. 3), Göttingen 2012, ISBN  978-3-525-87240-6.
- Gott auf dem Majdan. Die Rolle der Kirchen in der Ukraine-Krise (= ContaCOr 17. 2015, Sonderausgabe), Eichstätt 2015, OCLC 935930291.
- mit Oleksandr Petrynko, Vasyl Rudeyko, Paul Schmidt: Aus Leidenschaft zu den Ostkirchen. Festgabe für Andreas-A. Thiermeyer zum 60. Geburtstag, Lviv 2009, OCLC 634712280.
- mit Oleksandr Petrynko, Andreas Thiermeyer (Hg./Übers./Kommentar): Einheit. Auftrag und Erbe. Anthologie von Texten der Ukrainischen Griechisch-Katholischen Kirche zu Fragen der Kircheneinheit mit Kommentar, Lviv 2012, ISBN  978-966-8197-87-1.
- mit Oleksandr Petrynko: Zum Licht der Auferstehung durch die Dornen der Katakomben. Untergrundtätigkeit und Legalisierung der Ukrainischen Griechisch-Katholischen Kirche, Lviv 2013, ISBN  978-966-2778-08-3.